# 飯島俊成
飯島 俊成（いいじま としなり、1960年 - ）は日本の作曲家、編曲家である。

## 概要
島岡譲、田中利光、間宮芳生に師事した。
八戸ウインドアンサンブル音楽監督・常任指揮者をしている。

## 主な作品

### 吹奏楽作品
- 枯木のある風景（川口市・アンサンブルリベルテ吹奏楽団委嘱作品、第8回「響宴」参加[1][2][3]）〈1997〉
- 夢の花....、幻の花....（第1回 21世紀の吹奏楽"響宴"委嘱作品）〈1998〉
- コラール〈1998〉
- 奏楽 ’98～春の頌歌～（川越奏和奏友会吹奏楽団委嘱作品、第2回「響宴」参加[4][5][3]）
- 九州民謡による組曲「風の詩」〔Ⅰ.幻想曲 ～ひえつき節による～、Ⅱ.奇想曲 ～佐賀の田植唄による～、Ⅲ.哀歌 ～福連木の子守歌による～、Ⅳ.頌歌 ～筑後酒造唄による～〕（精華女子高等学校吹奏楽部創立25周年記念委嘱作品、第3回「響宴」参加[6][7][3]）〈1999〉
- 失わざるべき記憶 1945年8月6日(原爆ドームにて)（埼玉県立松山女子高等学校吹奏楽部委嘱作品、第6回「響宴」参加[8][9][3]）〈1999〉
- 椎葉幻影 ～風の詩～（宮崎市民吹奏楽団委嘱作品、第4回「響宴」参加[10][11][3]）〈1999〉
- 逍遥（しょうよう）（大津シンフォニックバンド創立20周年記念委嘱作品、第5回「響宴」参加[12][13][3]）〈1999〉
- 奏楽Ⅱ ～春の朝に～（川越奏和奏友会吹奏楽団委嘱作品[14]）〈2000〉
- 奏楽Ⅲ ～ファンファーレとコラール～（川越奏和奏友会吹奏楽団委嘱作品[15]）
- 奏楽IV ～春の前奏曲～（川越奏和奏友会吹奏楽団委嘱作品[16]）
- ダイヤモンドダスト〈2000〉
- 時計塔が迎える朝〈2000〉
- マーチ　ハーベスト・シーズン〈2000〉

- 河は大地を緑に変えた（青森県立三本木高等学校吹奏楽部委嘱作品）〈2001〉
- 波に抱かれて 〜海の詩〜（鹿児島県JSB吹奏楽団委嘱作品、第5回「響宴」参加[12][17][3]）〈2001〉
- スパークリング・ダイヤモンドダスト〈2002〉
- 祈り～その時、彼女は何を想ったのか～ドゥブロフカ劇場(モスクワ)2002.10.26（八戸ウィンドアンサンブル第20回記念定期演奏会委嘱作品）〈2005〉
- 音楽と朗読で綴る「あのときすきになったよ」（文:薫 くみこ）（ソノリテ甲府吹奏楽団第20回定期演奏会委嘱作品、第9回「響宴」参加[18][19][3]）〈2005〉
- 奏楽V Symphonietta “Towards Spring”（川越奏和奏友会吹奏楽団第30回記念定期演奏会委嘱作品、第10回記念「響宴」参加[20][21][3]）〈2006〉
- Spring is coming, with East Wind（第11回「響宴」参加[22][3]）
- 受容 ～此の岸と彼の岸の狭間～（第14回「響宴」委嘱作品[23][3]）
- 不条理 Absurdity, why?（第18回「響宴」参加[24][3]）
- Loci of Starlight（第19回「響宴」参加[25][3]）

### 編曲
- 愛の挨拶（1999）
- アメリカ民謡メドレー（2000）
- パッヘルベルのカノン（2001）